# Aethecerus foveolatus.
Aethecerus foveolatus. là một loài tò vò trong họ Ichneumonidae.